# الشركة العمانية للغاز الطبيعي المسال
عمان للغاز الطبيعي المسال هو مصنع للغاز الطبيعي المسال في قلهات بالقرب من صور ، عمان. تأسست الشركة بموجب المرسوم الملكي سلطان عمان قابوس بن سعيد في عام 1994. تم إطلاق البناء في نوفمبر 1996، وتم تشغيل المصنع في سبتمبر 2000. تدير الشركة العمانية للغاز الطبيعي المسال ثلاثة قطارات للغاز الطبيعي المسال بسعة إجمالية تبلغ 10.4   مليون طن سنويا. تقع منشآت إنتاج الشركة على الساحل في قلهات بالقرب من صور في محافظة جنوب الشرقية، سلطنة عمان.

## التاريخ
من 1989 إلى 1991، تم اكتشاف حقول كبيرة للغاز الطبيعي غير المصاحب في وسط عمان. في يناير 1992، قبلت حكومة سلطنة عمان دراسة جدوى أولية من قبل شركة داتش شل ووقعت مذكرة تفاهم لإنشاء أول مشروع للغاز الطبيعي المسال.
في يونيو 1993، اتفاقية المساهمين بين حكومة سلطنة عمان (51 ٪)، رويال داتش شل (30 ٪)، توتال اس ايه (5.54 ٪)، كوريا غاز كوربوريشن (5 ٪)، بارتكس (2 ٪)، ميتسوبيشي (2.77 ٪)، تم توقيع ميتوسوي2.77 ٪) وإيتوشو (0.92). في فبراير 1994، تم تأسيس الشركة بموجب مرسوم ملكي من السلطان قابوس بن سعيد وشركة عمان للغاز الطبيعي المسال المسجلة كشركة عمانية في يوليو من نفس العام. 
تم تصميم الشركة العمانية للغاز الطبيعي المسال (LNG) وإعدادها لإدارة وتشغيل «المصب» لعمليات الغاز في سلطنة عمان، والتي تشمل بشكل أساسي تسييل ونقل ومبيعات الغاز الطبيعي المسال المنتج. في حين أن «أبستريم» مملوكة بالكامل للحكومة وتديرها شركة تنمية نفط عمان. تتضمن عمليات المنبع تقييم الحقل وتطويره ومعالجة الغاز ونقله عبر خط أنابيب إلى محطة تسييل الغاز.  
كموقع لمحطة الغاز الطبيعي المسال في قلهات، بالقرب من صور، تم اختياره في عام 1995، وتم تعزيزه بتوقيع أول اتفاقية بيع وشراء (SPA) مع شركة كوريا للغاز في أكتوبر 1996. تفاصيل الاتفاق مبلغ 4.1   مليون طن سنويًا على مدار 25 عامًا مع الشحنات التي تبدأ في أوائل عام 2000.
في نوفمبر 1996 بدأ إنشاء مصنع للغاز الطبيعي المسال. في نفس الشهر، تم توقيع عقد الهندسة والمشتريات والبناء (EPC) بين الشركة العمانية للغاز الطبيعي المسال وشيودا / فوستر ويلر واتفاقية توريد الغاز مع الحكومة العمانية.   في عام 1997، تم الاحتفال باليوم السنوي الأول للغاز الطبيعي المسال في عمان.
وتم إبرام اتفاقات أخرى طويلة الأجل مع شركة أوساكا غازاليابانية في أكتوبر 1998، حيث وافقت على تسليم 0.7   مليون طن سنويا لمدة 25 عاما، ومع شركة دابل للطاقة في الهند في ديسمبر 1999، أكثر من 1.6   مليون طن سنويًا لمدة 20 عامًا - بيع فعليًا إنتاج المصنع بالكامل على المدى الطويل. أرسلت الشحنة الأولى إلى كوريا الجنوبية في أبريل 2001. إضافية على المدى القصير SPA وقعت الصورة مع شركة توتال، كورال الطاقة وإيناغاز.
في ديسمبر 1999، كان أول قطار إنتاج لمصنع الغاز الطبيعي المسال جاهزًا لبدء التشغيل وبدأ المصنع في فبراير 2000. تم تصدير الغاز الطبيعي المسال الأول بعد شهرين (أبريل) وتم افتتاح المصنع رسميًا في أكتوبر 2000.    
في يناير 2002، حصلت الشركة على قرض بقيمة 1.3 مليار دولار أمريكي من مجموعة من البنوك لإعادة تمويل الدين الأصلي. 
بعد أول قطارين للغاز الطبيعي المسال من المصنع، قطار ثالث، اسمه قلهات للغاز الطبيعي المسال، بطاقة إنتاجية تبلغ 3.7   مليون طن سنويا بدأ البناء في عام 2004. وجاء الافتتاح التجاري للمشروع في نفس العام، عندما وقع محمد الرومي، وزير النفط والغاز العماني ورئيس شركة قلهات للغاز الطبيعي المسال، اتفاقية توريد طويلة الأجل للغاز الطبيعي المسال مع شركة ميتسوبيشي اليابانية. تم الانتهاء من المصنع في أواخر عام 2005، وافتتح في مارس 2006 وبدأت الشحنات الأولى في أوائل عام 2006. 
.  
.  
في عام 2010، اضطرت الشركة العمانية للغاز الطبيعي المسال إلى إيقاف جميع العمليات لفترة قصيرة بسبب المشاكل الناجمة عن الإعصار فيت. بقي المصنع والعمال سالمين. 

## روابط خارجية
- موقع الشركة الألكتروني